# Asuaju de Sus
Asuaju de Sus è un comune della Romania di 1 581 abitanti, ubicato nel distretto di Maramureș, nella regione storica della Transilvania. 
Il comune è formato dall'unione di 2 villaggi: Asuaju de Sus e Asuaju de Jos.